# Црынча (Смолянская область)
Црынча (болг. Црънча) — село в Болгарии. Находится в Смолянской области, в историко-географическом регионе Чеч, входит в общину Доспат. Население (2015 г.) составляет 574 человек.

## Политическая ситуация
В местном кметстве Црынча, в состав которого входит Црынча, должность кмета (старосты) исполнял Юли Маломиров Делибашев (Граждане за европейское развитие Болгарии (ГЕРБ)) по результатам выборов правления кметства в 2007 году.

## Примечания

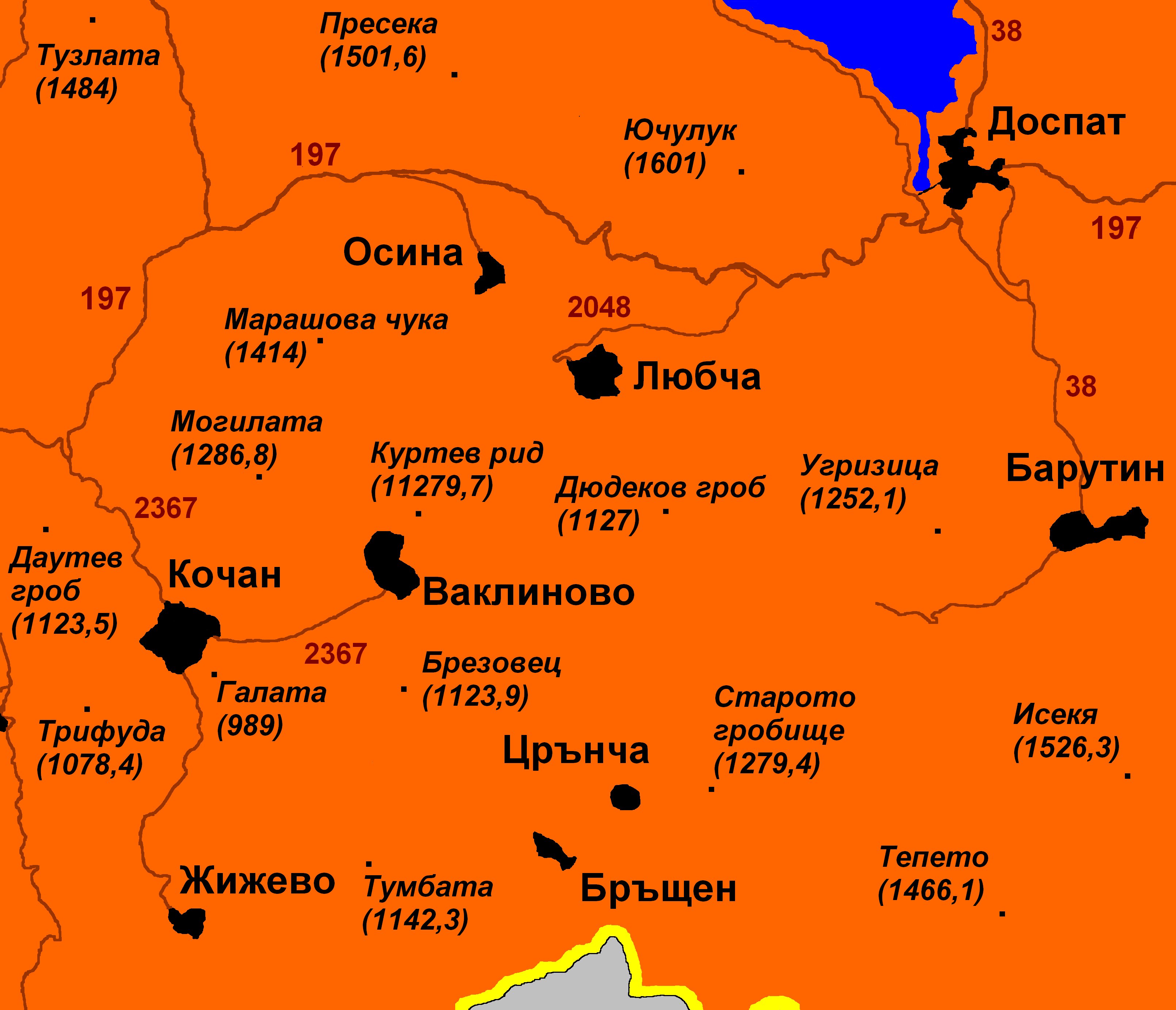
Окрестности села